# Svetlana Mugoša-Antić
Svetlana (Mugoša) Antić (Titogrado, 13 de novembro de 1964) é uma ex-handebolista profissional iugoslava, campeã olímpica.
Svetlana Mugoša-Antić fez parte da geração medalha de ouro em Los Angeles 1984.